# Барановка (Кировская область)
Барановка — посёлок в Верхнекамском районе Кировской области России. Входит в состав Кирсинского городского поселения.

## География
Посёлок находится на северо-востоке Кировской области, в южной части Верхнекамского района, на берегу реки Вятка. Абсолютная высота — 166 метров над уровнем моря.
Расстояние до районного центра (города Кирс) — 20 км.

## Население
| 2010 |
| ---- |
| 88   |

По данным всероссийской переписи 2010 года, численность населения посёлка составляла 88 человек (мужчины — 48, женщины — 40).

## История
Посёлок был основан в 1951 году и назван в честь конструктора Барановой, составшей план посёлка по данным аэрофотосъёмки местности. В 1955 году в Барановке были построены сплавная контора и небольшой кирпичный завод. В 1956 году — медпункт и клуб, в 1957 — детский сад и двухэтажная школа. Число жителей посёлка достигало в то время 1000 человек. В 1959 году был образован Барановский сельсовет, куда входил также посёлок Черниговский. В 1963 году сплавконтору и кирпичный завод закрыли, лес стали автотранспортом отправлять в город Кирс, начал работать лесхоз. В 1977 году в здании местного клуба открылась библиотека.

## Улицы
Уличная сеть посёлка состоит из пяти улиц:
- Новая
- Северная
- Советская
- Сплавная
- Южная

## Фотогалерея

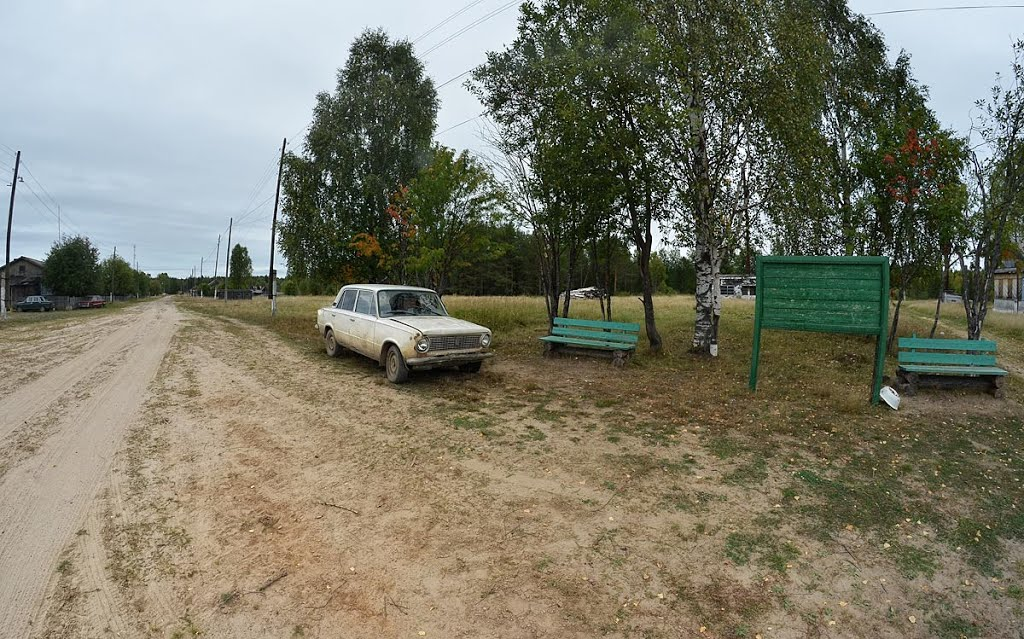
Барановка
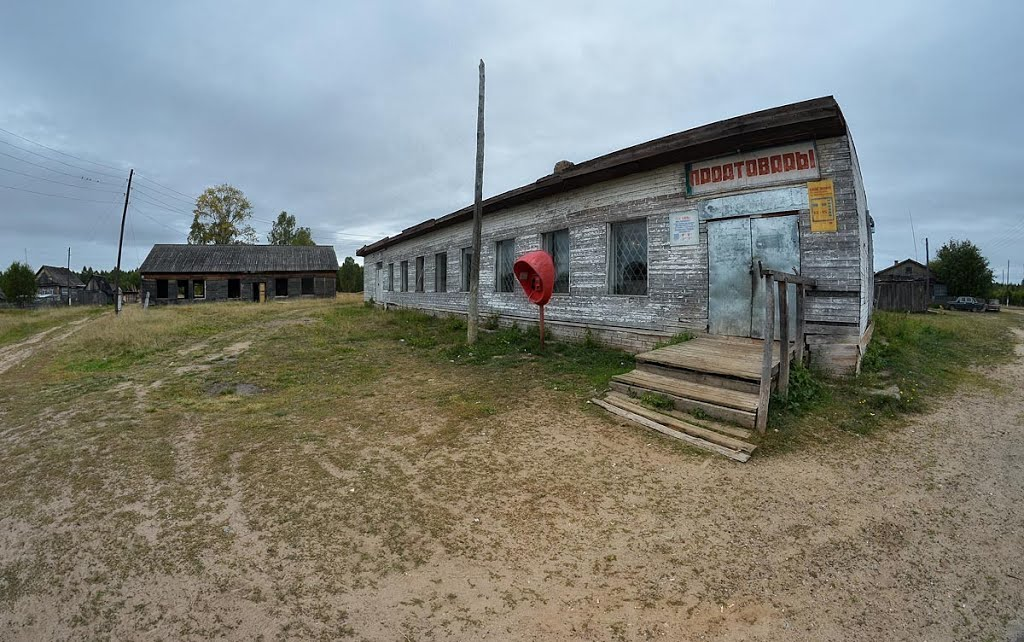
Барановка, магазин
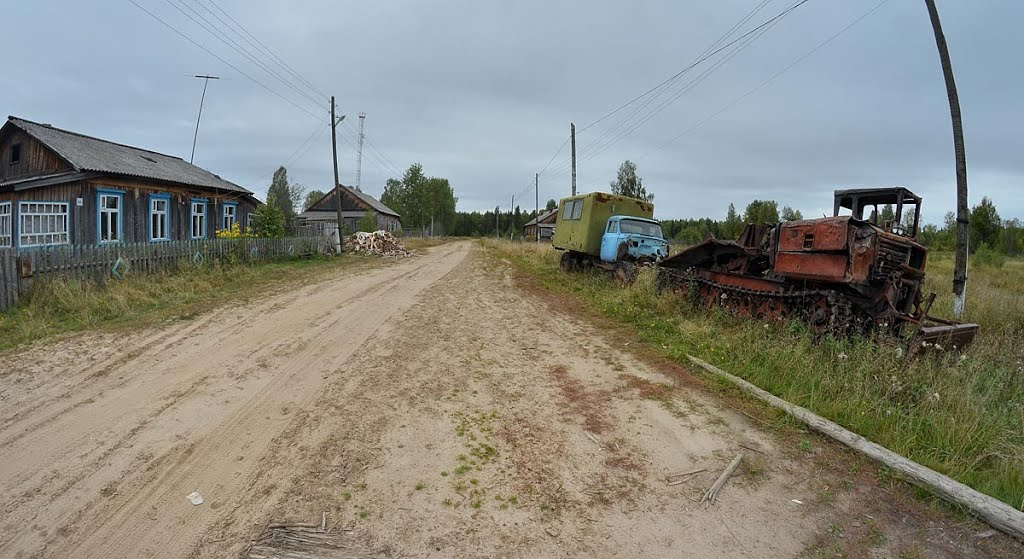
Барановка
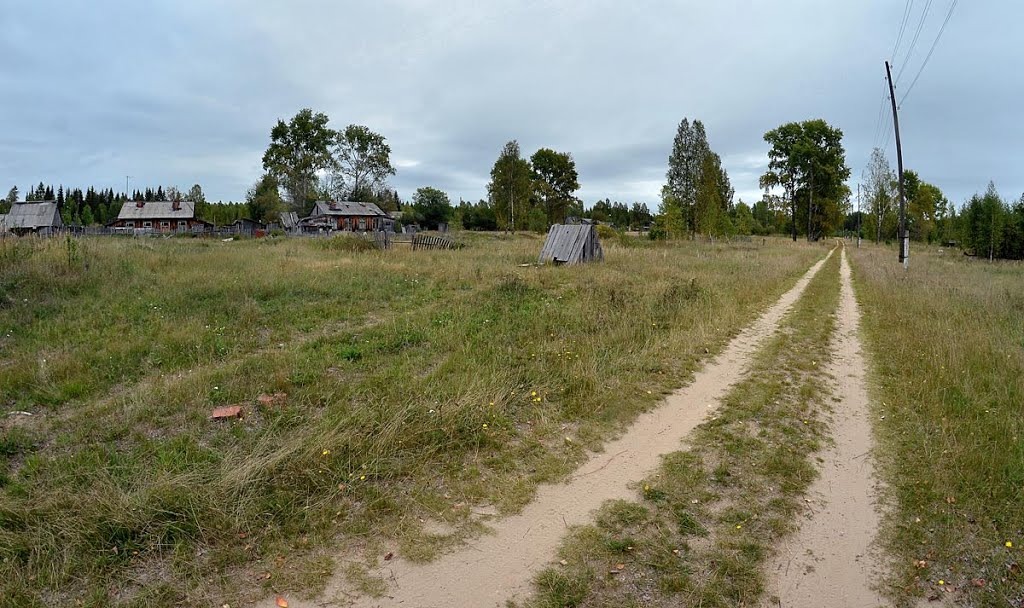
Барановка
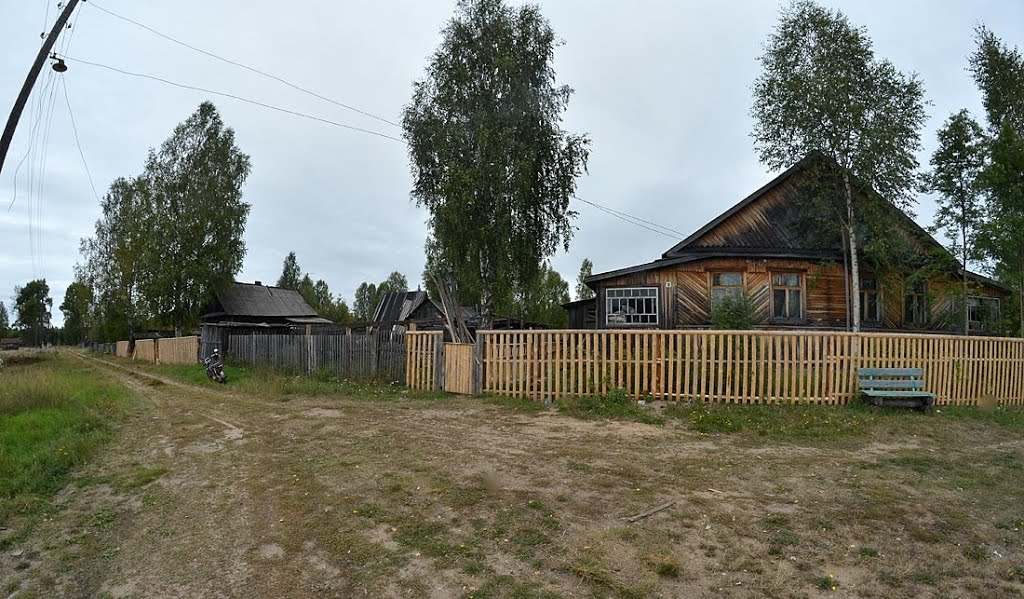
Барановка
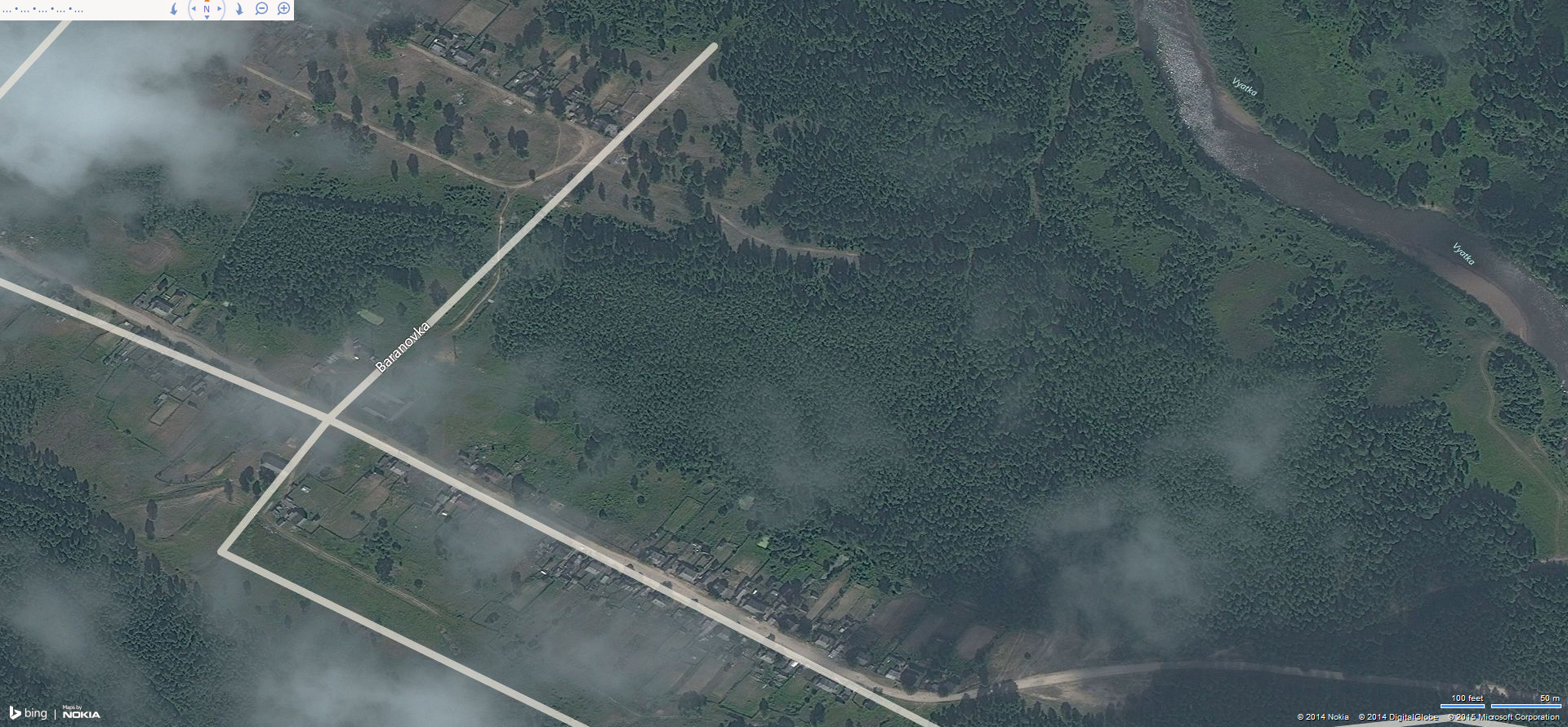
Барановка с птичьего полета